# 中岡龍子
中岡 龍子（なかおか りょうこ、1993年5月21日 - ）は、日本のモデル。岐阜県出身。TWIN PLANET所属。

## 略歴
小中学校の頃は水泳と卓球をやっていた。
高校卒業式の日に夜行バスで上京。その後はコールセンターで働いていた。
2016年10月18日、『美おっぱいコンテスト2016』にファイナリストとして出場して、グランプリを受賞した。

## 人物
趣味は車、インテリア鑑賞、散歩、掃除で特技は料理。
胸は中学生の頃から大きくなり、コンプレックスに感じたこともあった。
好きな芸能人は山田孝之。目標としている人物は長谷川潤と深田恭子。

## 出演

### 雑誌
- GQ JAPAN[11]（コンデナスト・パブリケーションズ）
- 東京ウォーカー[12]（KADOKAWA）

### TV
- マヨなか笑人（読売テレビ、2016年12月16日[13]）
- お願い!ランキング（テレビ朝日、2017年2月6日[14]）
- ラッピー×ブラッピー（読売テレビ、2017年2月28日[15]）
- メッセンジャーの○○は大丈夫なのか?（MBSテレビ、2017年3月30日[16]）
- 痛快!明石家電視台（MBSテレビ、2017年4月24日[17]）
- アップデート大学（テレビ朝日）